# Gyenyisz Nyikolajevics Voronyenkov
Gyenyisz Nyikolajevics Voronyenkov (oroszul: Дени́с Никола́евич Вороне́нков; Gorkij, 1971. április 10. – Kijev, 2017. március 23.) orosz politikus.

## Életútja
Az 1990-es években a katonai ügyészségen dolgozott nyomozóként, majd ügyészhelyettes volt. Ezt  követően a kábítószer-kereskedelem felszámolásáért felelős hivatal munkatársa volt. A parlamentben a nemzetbiztonsági és korrupcióellenes bizottság tagja volt. 2011 és 2016 között az Oroszországi Föderáció Kommunista Pártja (KPRF) parlamenti képviselője volt. 2014 végén vizsgálat indult ellene korrupció miatt. 2016 végén menekült családjával Ukrajnába, ahol decemberben állampolgárságot kapott. 2017 februárban adtak ki körözést ellene Oroszországban, amit később nemzetközi szintre emeltek.
2017. március 23-án a nyílt utcán lőtték le Kijev belvárosában.